# Guyanele

Guyanele

Guyanele reprezintă mai multe teritorii din zona nord-estică a Americii de Sud, aflate în partea de nord a Podișului Guyanelor. E vorba în primul rând de cele trei cele mai cunoscute:
Guyana Franceză, un departament de peste mări a Franței;
Guyana, cunoscută între 1831 și 1966 drept Guyana Britanică, după ce provinciile Berbice, Essequibo și Demerara, preluate de la Olanda, au fost unite într-o singură colonie;
Surinam, până în 1814 parte a Guyanei Olandeze, alături de Berbice, Essequibo și Demerara;
Unii mai consideră că acestei zone îi aparțin și:
Regiunea Guayana din sud-estul Venezuelei, compusă din provinciile Amazonas, Bolívar și Delta Amacuro;
Guyana Portugheză (sau Braziliană), astăzi statul Amapa din nord-vestul Braziliei, parte a Imperiului Portughez, iar între anii 1886 - 1891, independentă sub denumirea de „Republica de la Counani” (oficial: „Republica Independentă Guyana”), stat întemeiat de către Franța